# Bingu wa Mutharika
Bingu wa Mutharika (ur. 24 lutego 1934 w Thyolo, zm. 5 kwietnia 2012 w Lilongwe) – ekonomista i polityk, prezydent Malawi w latach 2004–2012, od 31 stycznia 2010 do 31 stycznia 2011 przewodniczący Unii Afrykańskiej.

## Życiorys
Studiował ekonomię na Uniwersytecie w Delhi (Indie), później obronił doktorat na Pacific Western University w Los Angeles (USA). Odbył także wiele kursów na uczelniach całego świata, m.in. w Ugandzie, Szwecji i USA.
W latach 60. pracował w służbie rządowej Malawi i Zambii, następnie przez wiele lat związany z ONZ i jego agendami. W latach 1991–1997 sekretarz generalny Zjednoczonego Rynku Wschodniej i Południowej Afryki.
Działał w opozycji wobec rządów Partii Kongresowej Malawi, do początku lat 90. zmuszony do przebywania na emigracji. Współtwórca Zjednoczonego Frontu Demokratycznego, zwycięskiej partii w pierwszych wyborach wielopartyjnych w Malawi (1994); odszedł z Frontu po konflikcie z prezydentem Bakili Muluzi i stanął na czele Zjednoczonej Partii (1997). Poniósł w 1999 porażkę w wyborach prezydenckich (na drugą kadencję został wybrany Muluzi).
Po 1999 współpracował ponownie z Muluzi, był m.in. zastępcą gubernatora Banku Rezerw Malawi oraz ministrem rozwoju i planowania gospodarczego. W maju 2004 został wybrany na następcę prezydenta Muluzi (zaprzysiężony 24 maja 2004). W 2005 ponownie wszedł w konflikt z Muluzim i opuścił szeregi Zjednoczonego Frontu Demokratycznego, zakładając własną partię, Demokratyczną Partię Postępową (DPP). W wyborach w 2009 uzyskał reelekcję na stanowisku prezydenta. W czasie pierwszej kadencji prezydenckiej zyskał uznanie za zarządzanie gospodarką, sprawne pozyskiwanie pomocy finansowej od zagranicznych donatorów oraz rozwój rolnictwa, w tym program subsydiowania upraw rolnych. Jednakże, począwszy od lat 2010–2011 sytuacja gospodarcza kraju zaczęła ulegać pogorszeniu.
W 2011 wszedł w konflikt dyplomatyczny z Wielką Brytanią, po wycieku poufnych materiałów, w których został określony jako "autokratyczny" i "nietolerujący krytyki". W rezultacie, w kwietniu 2011 wydalił z kraju wysokiego przedstawiciela Wielkiej Brytanii, na co ta odpowiedziała zerwaniem wszelkich kontaktów dyplomatycznych i przerwaniem pomocy finansowej dla Malawi.
Styl rządów Muthariki wywołał krytykę ze strony opozycji, która oskarżyła go o tłumienie demokracji i złe zarządzanie gospodarką państwa. W lipcu 2011 w stolicy doszło do antyrządowych protestów przeciwko rosnącym cenom paliw i żywności oraz pogarszającej się sytuacji życiowej. W rezultacie użycia ostrej amunicji przez służby bezpieczeństwa zginęło wówczas co najmniej 19 osób, co jeszcze bardziej spotęgowało krytykę pod adresem prezydenta.
5 kwietnia 2012 prezydent Mutharika zmarł w stolicy kraju Lilongwe na atak serca. Jego śmierć wywołała zaskoczenie i zdezorientowanie w kręgach władzy. Zgodnie z konstytucją, sukcesja po zmarłym prezydencie przypadała bowiem wiceprezydent Joyce Bandzie, która w 2010 została wydalona z partii rządzącej z powodu sporu o sukcesję, a rok później założyła własne ugrupowanie polityczne, zostając ostrym krytykiem polityki prezydenta Muthariki.
Ciało zmarłego prezydenta zostało przewiezione w celu wykonania badań do RPA, co jednak początkowo tłumaczone było podjęciem dalszego leczenia. Jego śmierć została oficjalnie potwierdzona i podana do wiadomości publicznej dopiero 7 kwietnia 2012. Zwłoka w tej sprawie wywołała obawy o przebieg procesu sukcesji władzy. O zastosowanie porządku konstytucyjnego zaapelowały władze dwóch największych zagranicznych donatorów Stanów Zjednoczonych i Wielkiej Brytanii, przedstawiciele wojska, policji, wymiaru sprawiedliwości, opozycji oraz cześć członków obozu rządzącego. 7 kwietnia 2012 Joyce Banda została oficjalnie zaprzysiężona na stanowisku nowego prezydenta Malawi, a w kraju ogłoszono 10-dniową żałobę narodową.
Bingu wa Mutharika był autorem wielu publikacji, w tym książek:
- Towards Multinational Economic Cooperatives in Africa (1972)
- One Africa One Destiny: Towards Democracy, Good Governance and Development (1995)
- Out of Poverty: The Resumption of Economic Growth in Malawi (2003)
- Mabizinesi Aphindu (2003)
- The Sharing of Power: Transition to Multiparty Democracy in Malawi (w rękopisie)